# Nixonia

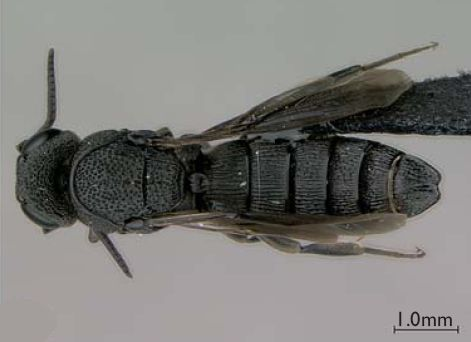
Nixonia mcgregori

Nixonia (лат.) — архаичный род наездников, единственный в составе семейства Nixoniidae. Ранее рассматривали в Scelionidae или Platygastridae (по другим классификациям). Около 15 видов. Африка и Юго-Восточная Азия (от Индии до Вьетнама).

## Описание
Крупнейшие сцелиониды. Длина 4—9 мм, чёрные (иногда с желтовато-красными ногами и брюшком). Обладают уникальным среди всех современных сцелионид признаком: их усики 14-члениковые (у самок булавы нет). Такое состояние усиков известно только у ископаемых родов Archaeoscelio (эоцен, балтийский янтарь) и Proteroscelio (карбон, Канадский меловой янтарь). Формула лапок 5-5-5; формула шпор голеней 1-2-2. Хозяева известны для одного вида N. watshami из Южной Африки, где были выведены из Acanthoplus (Прямокрылые: Tettigoniidae, Hetrodinae). Формула нижнечелюстных и нижнегубных щупиков 4-2

## Систематика
Около 15 видов. С 2021 года в отдельном монотипическом семействе Nixoniidae. Ранее рассматривались наиболее плезиоморфным родом сцелионид (Nixonia выделяли в архаичную отдельную трибу Nixoniini) наряду с Sparasion и Sceliomorpha (Sparasionini s. str.) или Neuroscelio Dodd (Gryonini). Nixonia был впервые описан в 1958 году чешским гименоптерологом Любомиром Маснером (Lubomir Masner) и назван в честь британского энтомолога Дж. Никсона (Mr. G. E. J. Nixon, Commonwealth Institute of Entomology, Лондон).
- Nixonia atra Masner, 1970
- Nixonia bini Johnson & Masner, 2006[3]
- Nixonia corrugata Johnson & Masner, 2006
- Nixonia elongata Johnson & Masner, 2006
- Nixonia flavocincta Johnson & Masner, 2006
- Nixonia gigas Johnson & Masner, 2006
- Nixonia krombeini Johnson & Masner, 2006
- Nixonia lamorali Johnson & Masner, 2006
- Nixonia masneri van Noort & Johnson, 2009[9]
- Nixonia mcgregori van Noort & Johnson, 2009[9]
- Nixonia pecki Johnson & Masner, 2006
- Nixonia pretiosa Masner, 1958[1].
- Nixonia priesneri Johnson & Masner, 2006
- Nixonia sicaria Johnson & Masner, 2006
- Nixonia stygica Johnson & Masner, 2006
- Nixonia watshami Johnson & Masner, 2006[3]